# Stephen Bolles
Stephen Bolles (Springboro, 25 de junio de 1866-Washington D.C, 8 de julio de 1941) fue un político y editor estadounidense. Se desempeñó como miembro de la Cámara de Representantes de los Estados Unidos por Wisconsin.

## Primeros años
Bolles nació en Springboro, Pensilvania y asistió a las escuelas públicas; se graduó en 1888 de la Escuela Normal Estatal de Pensilvania en Slippery Rock y del departamento de derecho de Milton College en Milton, Wisconsin.

## Carrera profesional
Al principio de su carrera, Bolles trabajó como reportero, corresponsal, editor en jefe y editor de periódicos en Ohio, Pensilvania y Nueva York desde 1893 hasta 1901. Junto con Mark Bennett, fue superintendente del departamento de prensa de la Exposición Panamericana de Buffalo en 1901, y según se informa, estuvo entre los que estaban con el presidente William McKinley cuando el presidente fue asesinado mientras visitaba la Exposición.
Bolles fue editor en jefe del Buffalo Enquirer en 1902 y 1903; superintendente de artes gráficas de la Exposición de St. Louis de 1903 a 1905; y director de publicidad de la Exposición de Jamestown en 1907. Estuvo contratado como escritor especial y también en negocios privados, incluido el negocio de "corretaje", en Atlanta de 1907 a 1919. En 1920, se trasladó a Janesville, Wisconsin como editor de la Janesville Gazette y permaneció hasta 1939.
Elegido para el 76 ° y 77 ° Congreso de los Estados Unidos como republicano, Bolles se desempeñó como representante de los Estados Unidos para el primer distrito de Wisconsin desde el 3 de enero de 1939 hasta su muerte en 1941. Como congresista, Bolles se opuso ferozmente a la política de préstamo y arriendo y trató de excluir a la Unión Soviética del programa de préstamo y arriendo.

## Fallecimiento
Bolles falleció en Washington D. C. el 8 de julio de 1941. Está enterrado en el cementerio de Oak Hill en Janesville, Wisconsin. Entre sus nietos se encuentran Don Bolles, un periodista de investigación asesinado en 1976, el autor Richard Nelson Bolles, el profesor de filosofía David L. Bolles y el autor Edmund Blair Bolles.